# Anselme Payen
Anselme Payen (Paris, 6 de janeiro de 1795 - Paris, 12 de maio de 1871), foi um químico, físico e matemático francês. Como químico descobriu a "diastase" (a primeira enzima) e a celulose.

## Biografia
Nasceu em Paris, onde iniciou seus estudos com seu pai, fundador de várias indústrias químicas. A partir dos 13 anos estudou com os  melhores químicos, entre eles  Louis Nicolas Vauquelin, Louis Jacques Thénard e Michel Eugène Chevreul, e na Escola Politécnica. Quando alcançou a idade de 23 anos seu pai confiou-lhe a direção de uma refinaria de bórax.  Nesta época, os Países Baixos detinham o monopólio deste produto que importavam das Índias Orientais. Payen elaborou uma técnica que permitia obter este produto a partir do ácido bórico, o que permitiu-lhe quebrar o monopólio e vender o bórax por um terço do preço praticado pelos Neerlandeses.
Em 1820, assumiu as possessões da família após a morte de seu pai, e passou a dedicar  seus esforços no funcionamento de uma indústria para a refinação do  açúcar de beterrabas. Em 1822, iniciou o processo de branqueamento do acúcar utilizando o carvão ativo, substância que passou a ser usada desde então devido as suas propriedades absorventes. A melhoria dos métodos de refinação estimulou a substituição do açúcar de beterraba pelo açúcar de cana.  Em 1833, Payen isolou com Jean-François Persoz uma substância de um extrato de malte que catalisava a transformação do amido em glicose. Ele batizou esta substância de "diastase" (do grego "separar" ) porque separava os blocos de amido em unidades individuais de glicose. É a primeira vez que foi isolado uma enzima, um composto orgânico que apresentava as propriedades de um catalisador. O sufixo ase de diastase passou a ser usado para designar as enzimas.
Em 1834, quando estudava a composição química da madeira, Payen isolou uma substância extraída das paredes celulares vegetais que, à exemplo do amido, também podia ser decomposta em unidades de glicose. Ele batizou esta substância de celulose, criando o sufixo ose que passou a ser a marca do nome dos glicídeos. Atualmente  sabe-se que a celulose é o  principal componente das paredes celulares da maior parte das plantas, e que desempenha um papel importante no fabrico de numerosos produtos à base de fibras, como o papel, os têxteis, os produtos farmacêuticos e os explosivos.
Em 1835, Payen abandonou seus negócios para suceder Jean-Baptiste Dumas como professor de química industrial e agrícola na Escola Central de Paris. Em 1839, assumiu como professor no Conservatório Nacioanl de Artes e Ofícios, e consagrou o resto da sua vida  no campo das pesquisas.
Anselme Payen foi membro e relator de vários júris da indústria francesa, membro da  Academia das Ciências da França  (1842) e correspondente da maior parte das Sociedades doutas da Europa.
Forneceu seu nome para um prêmio anual da Sociedade Americana de Química  (American Chemical Society, ACS) : o Prêmio Anselme Payen (Anselme Payen Award).

## Obras
Deixou várias obras, dentre elas destacam-se:
- Traité élémentaire des réactifs,
- Traité de la pomme de terre,
- Mémoire sur le houblon,
- Traité de la fabrication de diverses sortes de bières ( 1822-1829),
- Manuel du cours de chimie organique appliquée aux arts industriels et agricoles ( 1841-1843),
- Traité de la distillation des principales substances qui peuvent fournir de l'alcool.